# Juan Corales
Juan Corales González (El Monte, 1869-Santiago, 18 de mayo de 1958) fue un artista circense chileno, conocido popularmente como el "señor Corales"

## Trayectoria
Hijo de Tomás Corales y Casilda González. A los 14 años, dejó su hogar y viajó a pie hasta Santiago. Comenzó en espectáculos ambulantes llamados "volatines" (similares a un circo, pero de carpa plana y pequeña). 
En 1900, ingresó a un circo extranjero en Chile, realizando un número de antipodismo (malabares con los pies). Fue el creador del primer circo chileno, El Circo Corales. Además fue el fundador del Sindicato de Artistas de Circo de Chile.

## En la cultura popular
En Chile, se le llama "Señor Corales", al presentador de los artistas circenses durante la función.